# Particratie
Ne doit pas être confondu avec Partocratie.
Le terme particratie ou partitocratie désigne, le plus souvent avec une connotation négative en français, une forme de gouvernement au sein duquel le pouvoir serait exclusivement détenu par des partis politiques. La plupart des régimes parlementaires démocratiques sont considérés par leurs détracteurs comme des particraties.

## Historique
La critique du pouvoir des partis est aussi ancienne que leur apparition sur la scène politique dans les démocraties représentatives européennes de la fin du XIXe siècle. Les dénonciations sont aussi diverses que les thèses défendues par les adversaires des partis, des anarchistes qui récusent la hiérarchie et la discipline de ces organisations et la légitimité même de la représentation, aux notables et anciennes élites ou aux populistes de droite qui critiquent leur mainmise sur la politique ou la corruption de leurs mœurs pour prôner des régimes plus personnels.
Le terme partidocracia était utilisé dans les années 1930 par le gouverneur argentin Manuel Fresco. Il aurait ensuite été utilisé en Italie dans les années 1950. La domination prétendue du parti léniniste sur la société avait lui été dénoncé sous le terme de partocratie.
La principale justification de la mise en place de la constitution de la Cinquième République en France était la volonté du Général de Gaulle de lutter contre ce qu'il qualifiait depuis sa démission du poste de premier ministre le 20 janvier 1946, et dans son discours de Bayeux de juin 1946, de « régime des partis », et d'instaurer à sa place un régime parlementaire rééquilibré en faveur de l'exécutif, basé sur l'élection présidentielle au suffrage universel et le recours au référendum.
Une partitocratie est dénoncée comme une forme d'oligarchie, concentrant le pouvoir au sein d'une nouvelle classe de privilégiées : les partis politiques ou le parti politique au pouvoir.

## Arguments des utilisateurs du concept
Les principales critiques que l'on peut opposer à un tel système sont les suivantes :
1. les alliances entre partis politiques (partage du pouvoir) portent atteinte au suffrage universel ;
2. les décisions importantes sont prises par des chefs de partis, non soumis au suffrage universel et dont l'impartialité n'est pas garantie ;
3. l'apparition de partis politiques forts, capables grâce aux alliances d'éviter l'apparition de partis émergents, constitue un risque de dérive vers une pensée unique ;
4. la séparation des pouvoirs n'est plus garantie dans la mesure où les mêmes partis sont représentés aux différentes instances du pouvoir. La direction d'un parti fort peut ainsi détenir l'ensemble des pouvoirs ;
5. dans une société fortement politisée, les médias ne sont pas politiquement neutres. Dans un système particratique, ils constituent donc un pouvoir détenu par les partis.

## Contre-arguments
La démocratie représentative, au-delà de très petites entités (villages suisses) où la démocratie directe peut permettre à chaque individu de participer en personne à la gestion publique, nécessite des structures partisanes permettant d'exprimer les différents courants d'opinion.

## Quelques nations associées à la particratie
- Belgique
- Italie
- Liban
- Manuel Cencelli